# Auricher Schlossbezirk

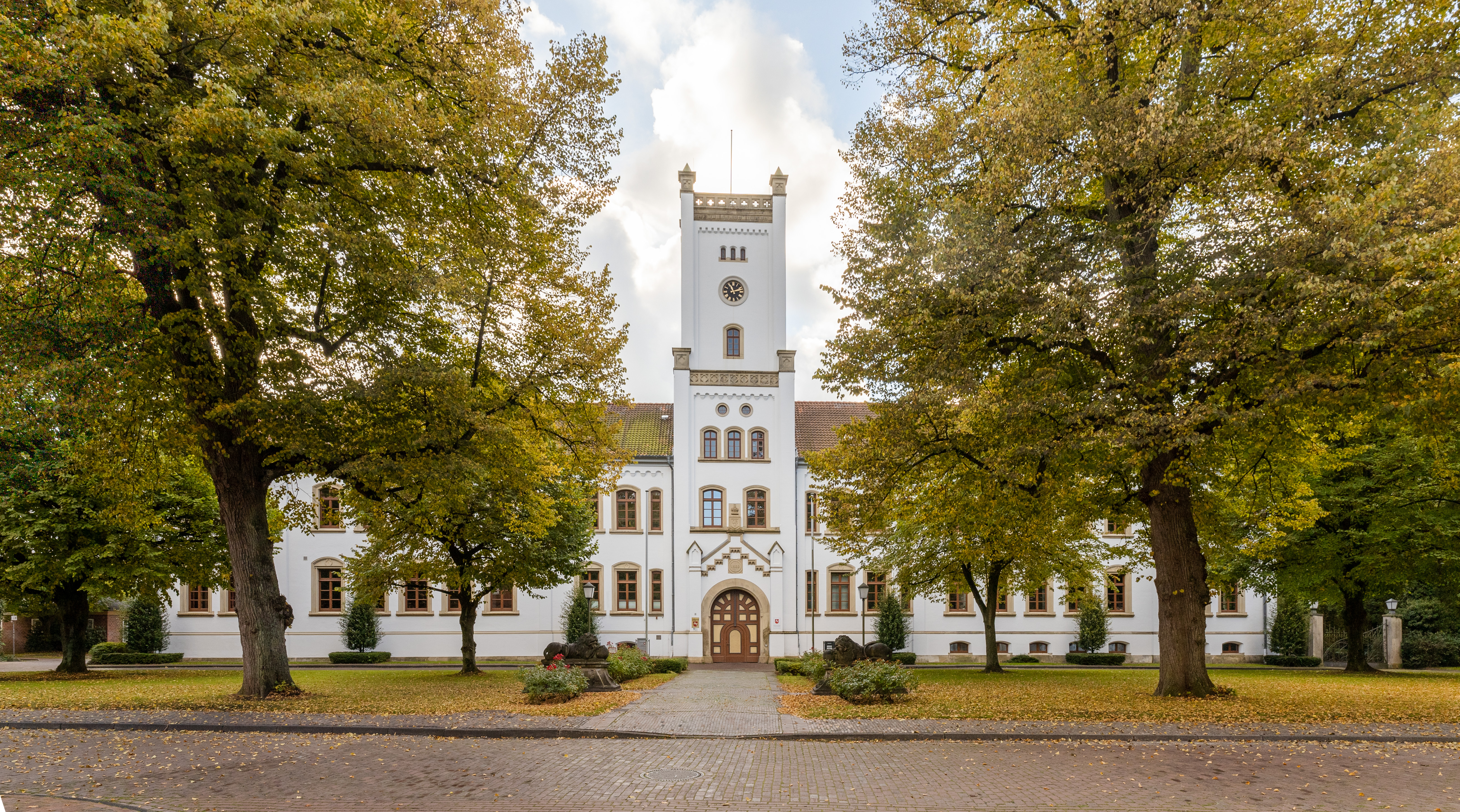
Auricher Schloss

Der Auricher Schlossbezirk liegt in der ehemaligen Residenzstadt Aurich in Ostfriesland. Das Areal war zunächst Häuptlingssitz, dann Residenz der ostfriesischen Grafen und Fürsten und nach deren Aussterben ab 1744 Sitz der preußischen, holländischen, französischen sowie der hannoverschen Verwaltungsspitze in Ostfriesland. Später wurde es Sitz der Bezirksregierung. Heute ist hier neben dem Niedersächsischen Landesamt für Bezüge und Versorgung auch das Landgericht untergebracht.
Das heutige Schloss wurde in den Jahren 1851 bis 1855 unter Landbaumeister Ernst Heinrich Blohm auf den Grundmauern der 1448 von dem ostfriesischen Grafen Ulrich Cirksena erbauten Burg errichtet.

## Die einzelnen Gebäude

### Die tom Broksche Burg

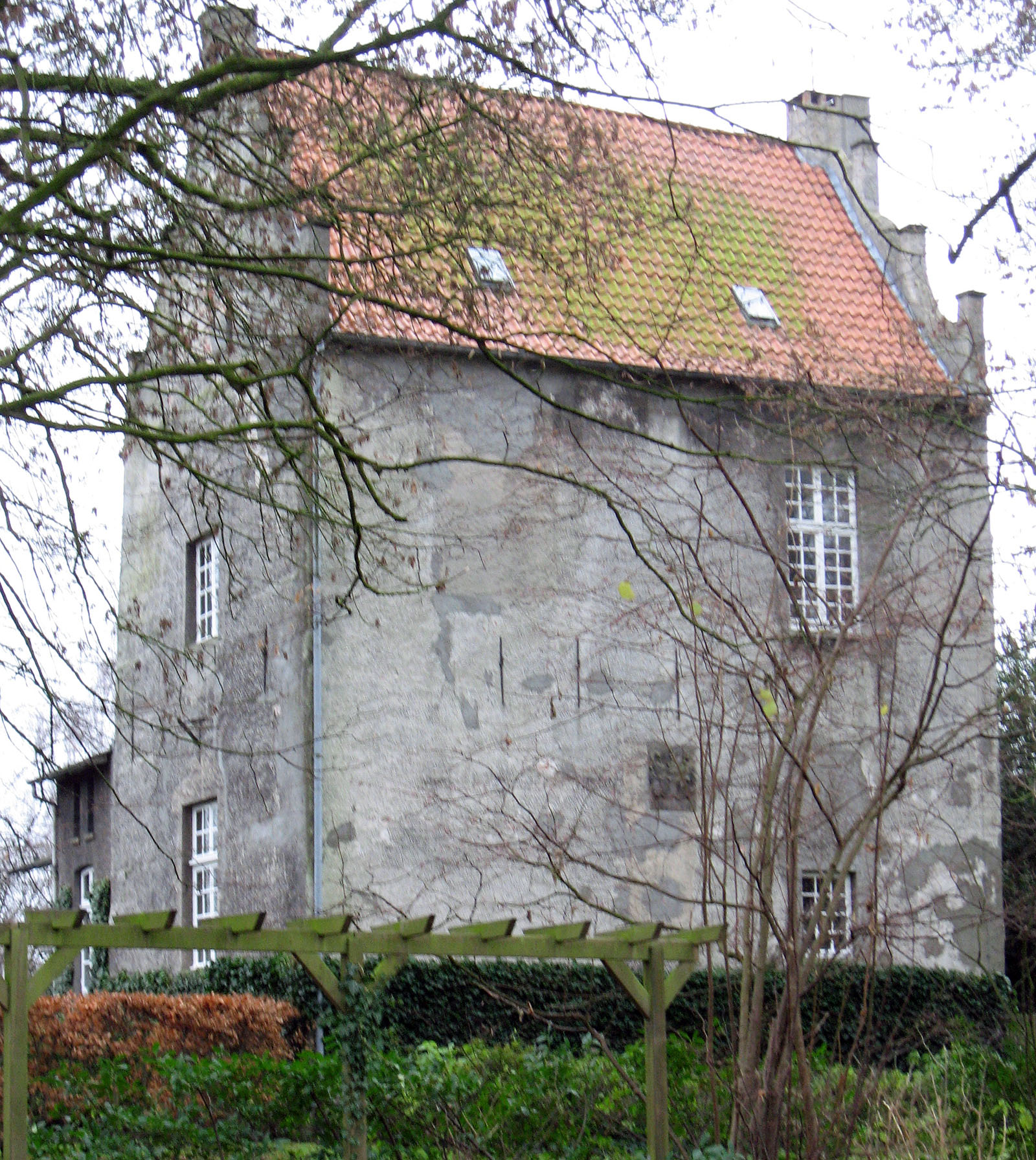
Typisches Steinhaus der ostfriesischen Häuptlinge, die Harderwykenburg in Leer

Die Familie tom Brok erbaute um 1380 die erste Häuptlingsburg in Aurich. Er errichtete sie auf einem Areal, auf dem es schon einen mit zwei schmalen Wassergräben umgebenen Vorgängerbau, einen Pfostenbau, gab. Die tom Broksche Burg stand auf dem ehemaligen Postareal gegenüber dem ehemaligen Hotel Piqueurhof (seit 2012: Hotel am Schloss). Sie bekam den Namen Nieburg (Neue Burg) im Gegensatz zur Oldeborg (alte Burg) der tom Brok im Brokmerland.
Die Auricher Burg war wahrscheinlich ein mehrgeschossiger Wohnturm aus Ziegelstein, wie er seinerzeit bei den ostfriesischen Häuptlingen üblich war. In der Regel verfügten diese Bauten über drei Geschosse, wobei die einzelnen Geschosse nicht unterteilt waren. Das meist fensterlose Erdgeschoss barg die Vorratsräume, im ersten Obergeschoss befand sich der Wohnraum, sofern dort nicht die Wache untergebracht war. Das dritte Obergeschoss war der Kapelle vorbehalten. Gesichert wurden solche Anlagen zudem durch Wall, und Holzpalisaden. Zudem war das gesamte Areal der Auricher Burg mit einem Wassergraben umgeben. Einen Eindruck davon vermitteln das Steinhaus von Bunderhee oder die Harderwykenburg in Leer. Nach der Schlacht von Detern am 27. September 1426 und der Schlacht auf den Wilden Äckern am 28. Oktober 1427 übernahm der Widersacher der tom Brok, Focko Ukena die Burg. Er ließ Stadt und Burg gegen mögliche Angreifer mit Wällen und Gräben umgeben und errichtete Bollwerke. Um 1430 wurde die Burg im Ringen um die Vorherrschaft in Ostfriesland von den Gegnern Focko Ukenas, den Truppen des Freiheitsbundes der Sieben Ostfrieslande, erobert und am 10. November 1430 bis auf die Grundmauern geschleift. Heute ist von ihr nichts mehr erhalten.
Bei Ausgrabungen im Jahre 1986 wurden Reste von Gräben, Mauerwerk, Steinpflasterungen gefunden. In einer Brandschicht wurden zudem Eisengerätschaften und Schlacke gefunden und ein Bereich freigelegt, der als vorburgartige Anlage gedeutet wird. Die an der Grabung beteiligten Archäologen vermuten, dass sich die Hauptburg westlich der Grabungsflächen befand.
Weitere Reste der Burg wurden 2018 entdeckt.  In diesem Jahr begann am mutmaßlichen Standort der Häuptlingsburg nach dem Abriss eines Gebäudes eine Ausgrabungskampagne. Dabei fanden sich ab einer Tiefe von 1,2 Metern unter der Oberfläche Reste von zwei nebeneinander liegenden, aus klosterformatigen Backsteinen errichteten Gebäuden, die die Archäologen als Teil der tom Brokschen Häuptlingsburg ansehen.
In etwa einem Meter Tiefe fanden sich Reste von zwei Gebäuden. Eines davon hatte die Maße acht mal 8,20 Meter. Vier dort nacheinander angelegte Feuerstelle deuten auf vier Bauphasen hin, die aufgrund von wenigen Funden in die Zeit vom Ende des 14. bis in das fortgeschrittene 15. Jahrhundert datiert werden. Das Gebäude war zumindest im unteren Geschoss aus Backsteinen aufgemauert. Darüber gab es möglicherweise einen Aufbau aus Fachwerk. Aufgrund der repräsentative und komfortablen Ausstattung vermuten die Archäologen, dass es sich um das in der Nähe des Steinhauses gelegene Wohnhaus der Häuptlingsfamilie handelt. Es wurde zu Zeiten der Nutzung durch die tom Brok immer wieder repariert und modernisiert.
Das zweite Gebäude maß 6,20 mal 6,75 Meter. Es wurde erst in der letzten Phase von Haus I erbaut und lag ebenfalls in dem von einem Wassergraben gesicherten Burgareal.
Neben Fundamenten, Fußbodenbelägen, Zugängen und einem Kaminbereich sind zahlreiche weitere Details der Gebäude vorhanden. Den für ostfriesische Burganlagen typischen Steinturm, der als Wehrgebäude und zur Machtdemonstration diente, fanden die Archäologen hingegen nicht. Sie vermuten, dass dieser nördlich oder nordöstlich der Grabungsfläche lag.
Nach der Eroberung der Burg wurde der Steinturm 1430 geschleift. Das Wohngebäude nutzten die Cirksena weiter. Diese ließ wohl auch noch ein oder mehrere Wirtschaftsgebäude auf dem Areal errichten. Diese Gebäude wurden bis in das 15. Jahrhundert genutzt und dann abgerissen. Im 16. Jahrhundert wurde das Areal aufgefüllt und blieb danach bis in das 19. Jahrhundert ein Platz mit  parkähnlichem Baumbestand. Nach den archäologischen Untersuchungen ist an der Stelle ein Hotelneubau geplant, in den die historischen Burgreste integriert werden könnten. Im Februar 2019 schloss die Ostfriesische Landschaft die Grabungen ab.

### Die Averborg

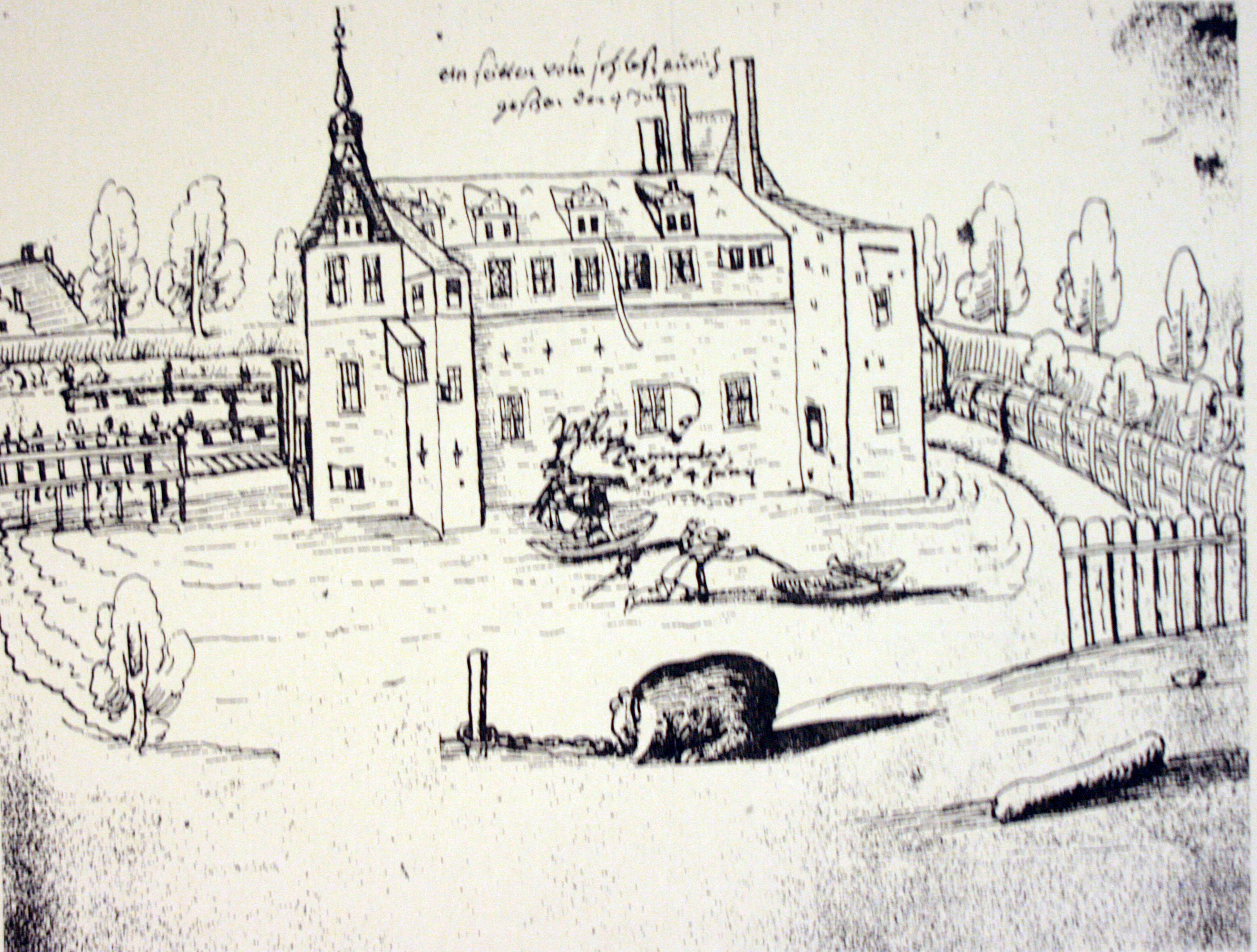
Die Averborg um 1632

Auf Focko Ukena folgten die Cirksena als Landesherren in Ostfriesland. Der erste Graf, Ulrich I., kaufte 1445  unmittelbar südlich des alten Burgstandorts größere Areale und ließ dort bis 1448 eine neue Burg, die sogenannte Averborg (mögliche Namensdeutungen: Gegenüber der der alten Burg, jenseits der Aa), errichten.  Eggerik Beninga bemerkt dazu in seiner Cronica der Fresen: „(...) leet juncker Ulrick de overborch to Aurick int veerkannte mit den 4 tornen anleggen un uptimmeren und enen wall darumme tehen“. Das Gelände, auf dem die Burg errichtet wurde, war vorher für Pferde- und Viehmärkte genutzt worden. Zudem kaufte Ulrich vier Kämpen von einem Udo Riekena aus Barstede.

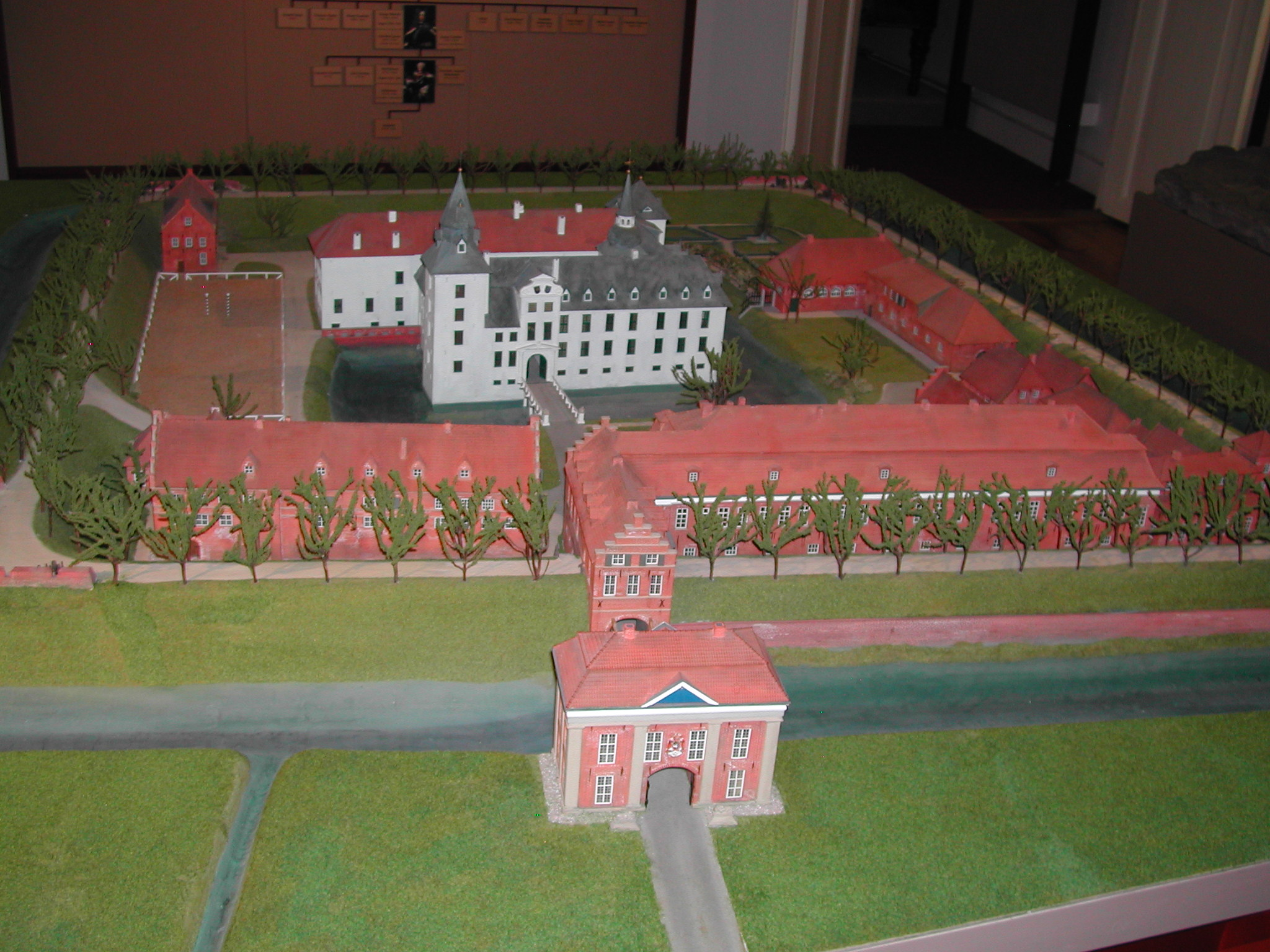
Modell der gräflichen Schlossanlage mit der Hauptwache im Vordergrund

Die Averborg war zunächst eine den moderneren Belagerungstechniken angepasste Wasserburg, die in der ersten Bauphase aus einem ein Langhaus und einige Nebengebäuden innerhalb einer Graft bestand. 1591 verlegten die Cirksena ihren Sitz nach Aurich. Sie ließen die Burg zu einer eine dreigeschossige Viereckanlage auf einem quadratischen Grundriss mit vier Ecktürmen ausbauen. Diese Burg war mit einem hohen Wall und drei Gräben umgeben. Der erste führte direkt an den Mauern des Gebäudes entlang, der zweite umschloss den Burgwall und der dritte führte um die den zweiten Graben vorgelagerten Zingel herum. Für den Bau dieser Burg wurde offenbar auch noch verwendbares Material der alten Burg genutzt.
Im Jahre 1568 wurde die Burg durch einen nächtlichen Brand schwer beschädigt. Die anschließende Wiederherstellung im Renaissancestil nahm zehn Jahre in Anspruch. Dabei wurden die Wappen Edzard II. und seiner schwedischen Gemahlin Katharina in den Vorderflügel eingefügt und zwei der vier Türme niedergerissen. Unter Edzard II. wurde Aurich dann von 1595 bis zum Machtantritt der Preußen im Jahr 1744 Residenzstadt, nachdem der Graf aus seiner alten Residenz in Emden vertrieben worden war. Aurich war zu dieser Zeit eine bescheidene Stadt, welche die Nachfrage des Hofes nicht befriedigen konnte. Den gesamten höhere Bedarf des Hofes ließen die Bediensteten des Grafenhauses aus Emden anliefern, wo er zum größten Teil aus den Niederlanden eingeführt wurde.
Im Auricher Schloss gab es fortan auch eine Hofkapelle. Die Grablege der Cirksena befand sich jedoch in der Auricher Stadtkirche.
Die Umbauten 1731/32 unter dem vorletzten ostfriesischen Fürsten Georg Albrecht Cirksena veränderten die Averborg noch einmal grundlegend. Eine weitere Veränderung erfuhr die Averborg 1811 unter französischer Herrschaft, als der östliche Flügel der Burg abgebrochen wurde, wodurch der Burghof nach Osten hin offen war. Unter französischer, preußischer und hannoverscher Herrschaft verfiel die Burg in den nächsten Jahren jedoch immer mehr. 1852 wurde das Cirksena-Schloss unter hannoverscher Herrschaft zum Teil niedergerissen und durch einen neuen Bau, das heutige Schloss, ersetzt.

### Die Hauptwache

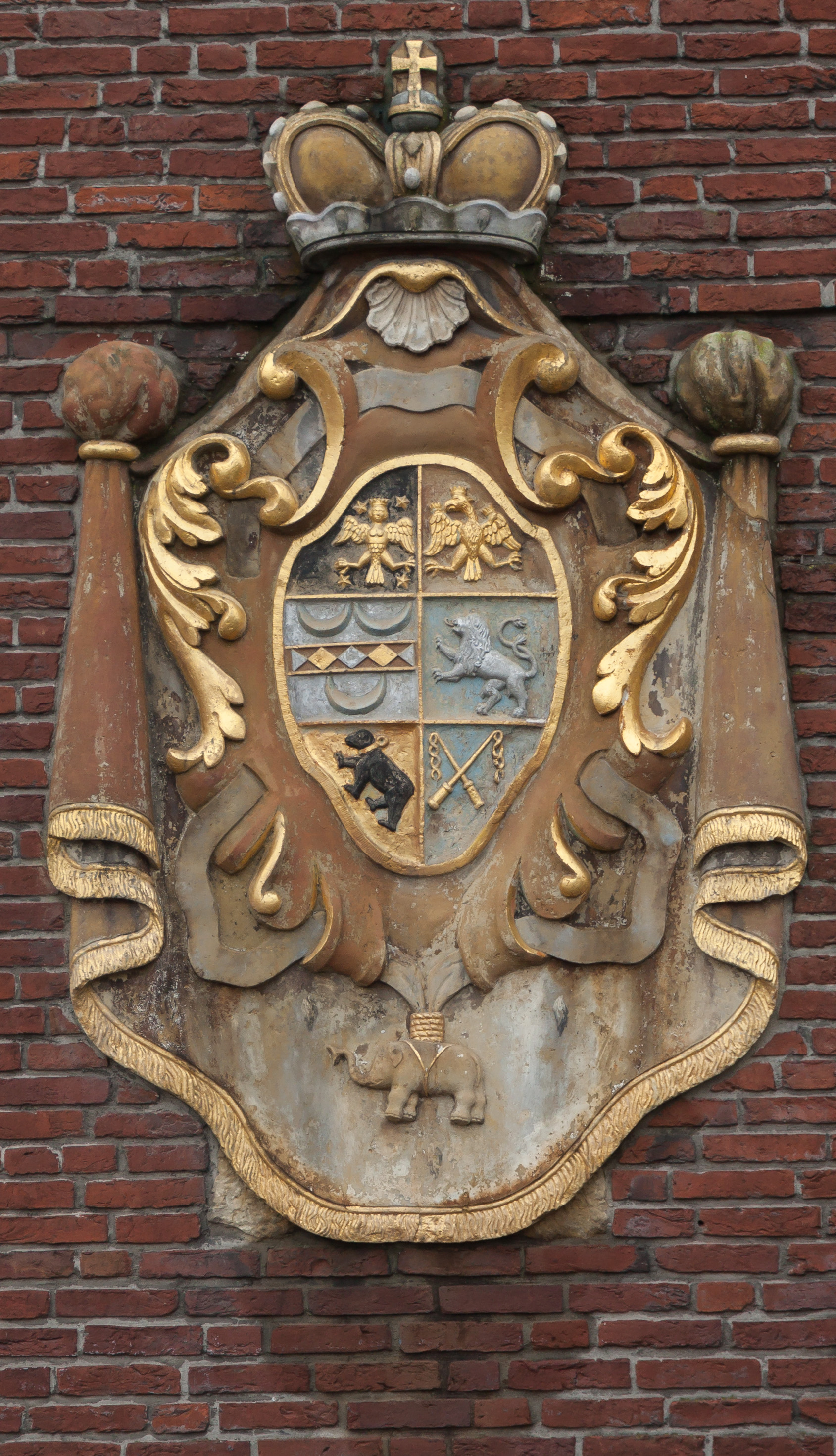
Wappenstein

Unter Georg Albrecht wurde 1729 auch die Hauptwache am Zugang zur Vorburg errichtet. Die Hauptwache war ein zweigeschossiger Bau mit Tordurchfahrt, die vor Betreten der Brücke zur Vorburg passiert werden musste. Im Obergeschoss des Gebäudes wurde die Garnisonskirche untergebracht. 1861 erfolgte der Abbruch der Hauptwache auf Veranlassung König Georg V.
Von der Hauptwache blieb der ursprünglich am Gebäude eingelassene Wappenstein der Grafen und Fürsten Ostfrieslands erhalten. Unter dem Wappen ist ein Elefant zu sehen, der an den Elefanten-Orden erinnert. Dieser ist der höchste und älteste dänische Orden. Er war von den damaligen dänischen Königen den letzten drei in Ostfriesland regierenden Fürsten (Christian Eberhard (1682), Georg Albrecht (1722) und Karl Edzard (1734)) verliehen worden. Der Wappenstein ist heute am Neubau des Forschungsinstituts der Ostfriesischen Landschaft angebracht.
Zudem sind aus dem Jahr 1729 auch zwei liegende Sandsteinlöwen auf einem mit Ornamenten verzierten Sockel erhalten. Sie befinden sich heute vor dem Schlossportal.

### Das Auricher Schloss

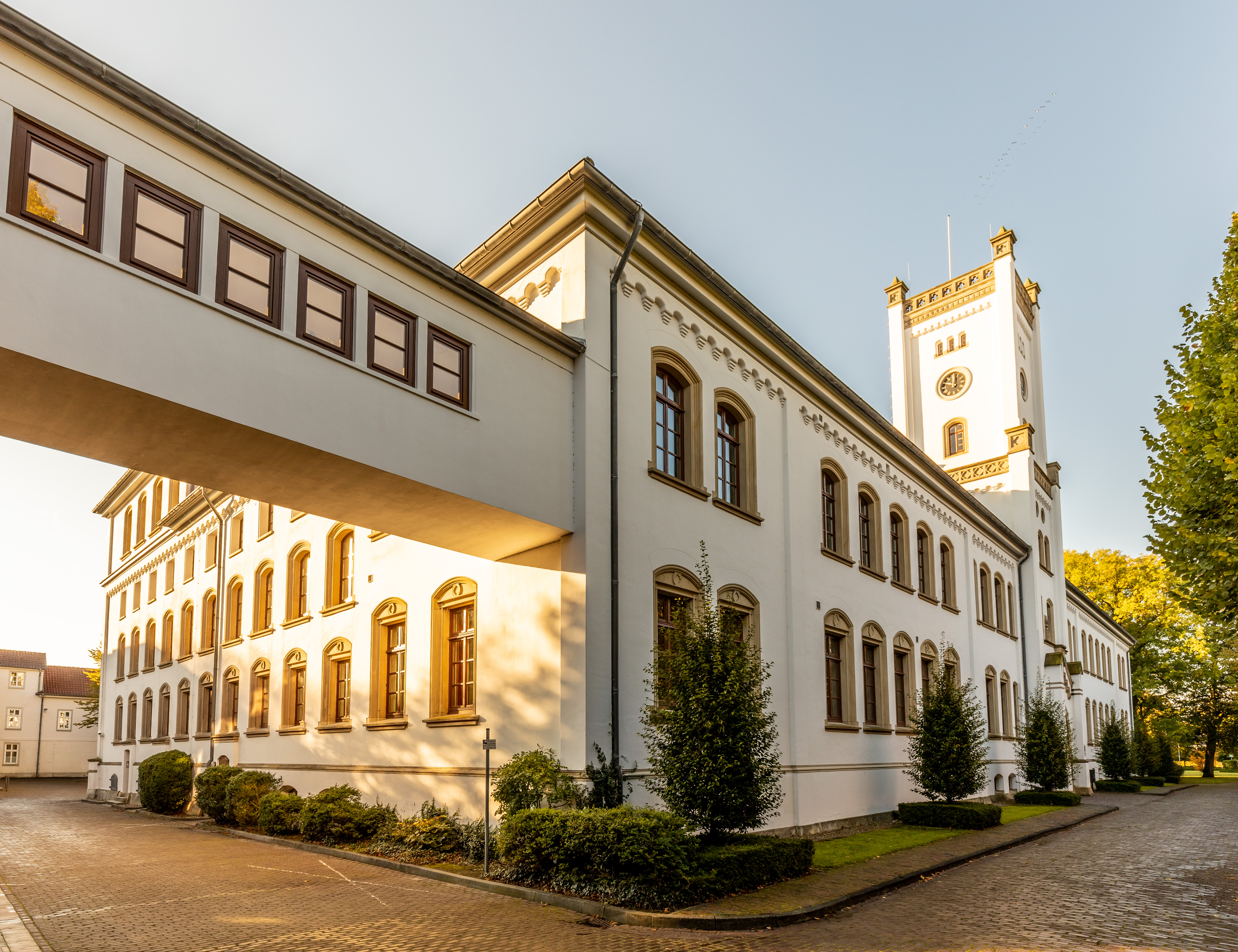
Das heutige Schloss

Im Jahre 1851 sollte das alte Auricher Schloss saniert werden. Es war inzwischen jedoch so marode, dass es zu großen Teilen abgerissen werden musste. Mit dem Neubau beauftragte der Hannoversche König Georg V. den Baurat Ernst Heinrich Blohm, der fünf Jahre zuvor für den Anbau des Anbaus des Ständesaales an den Vorgängerbau des heutigen Hauses der Ostfriesischen Landschaft verantwortlich war. Bei einem Bericht an die Königliche Domänenkammer in Hannover vom 14. Mai 1851 schrieb Blohm: „(1851) war das alte Schloßgebäude in allen Teilen so total verfallen, dass es nicht zu begreifen ist, wie ein Einsturz des Gebäudes bis jetzt nicht erfolgt ist, und es hat sich solches namentlich bei dem abgebrochenen westlichen Flügel gezeigt, indem hier nicht allein die Balken so morsch waren, dass solche in mehreren Enden herunterfielen, sondern es fand sich auch bei der Wegnahme der Tapeten und sonstigen Wandbekleidungen eine solche Schadhaftigkeit der Mauern, dass die Abnahme bis zum Keller unvermeidlich war; die Scheidewände fielen zum Teil zusammen. Ferner hat sich auch jetzt der südwestliche Turm so schadhaft gezeigt, dass das obere Mauerwerk schon 20 Fuß hat abgenommen werden müssen, und ist zu befürchten, dass hier noch mehr abgebrochen werden muss“.
Auf dem Schlossgelände entstand ein Gebäude im englischen Tudorstil des Historismus. Von der alten Averborg wurde der untere Teil des Südflügels mit Turm mit in den neuen Bau integriert. Das Schloss wurde in sechs teilweise parallel verlaufenden Bauabschnitten errichtet. Insgesamt musste die für die Finanzverwaltung zuständige Königlichen Domänenkammer Hannover rund 60.000 Reichstaler investieren.
Das Schloss war von Anfang an nicht zu Wohn- und Repräsentationszwecken gedacht, sondern diente der Verwaltung der hannoverschen Regierung als Sitz. Später wurde es Sitz der Bezirksregierung. Heute ist hier neben dem Niedersächsischen Landesamt für Bezüge und Versorgung auch das Landgericht untergebracht.

### Der Marstall

Monogramm Georg Albrechts am Marstall

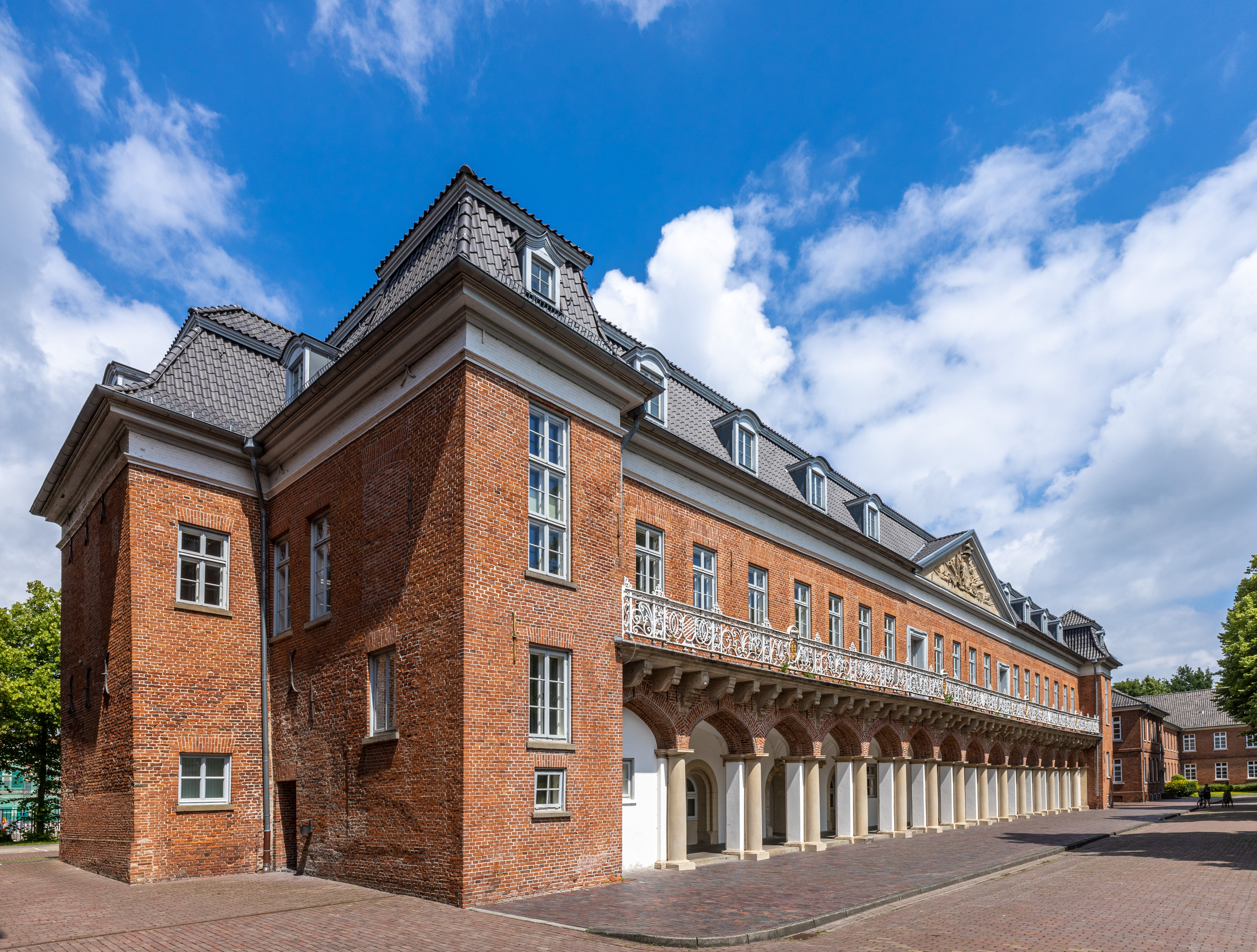
Marstall

Der Marstall ist das älteste erhaltene Gebäude im Schlossbezirk. Er ist ein langgezogenes, zweigeschossiges Gebäude. Auf der dem Schloss zugewandten Seite gibt es einen Arkadengang. Der Marstall wurde 1588 von Graf Edzard II. errichtet, als dieser Aurich zur Residenzstadt ausbaute. Im Erdgeschoss befand sich der höfische Pferdestall, im Obergeschoss sechs Herrengemächer.
1731/32 ließ Fürst Georg Albrecht das Obergeschoss von seinem Baumeister Anton Heinrich Horst in barocker Form umgestalten. Dabei erhielt das Gebäude über dem Arkadengang einen Balkon mit schmiedeeiserner Brüstung. Darin wurden die Initialen des Bauherren G und A eingearbeitet. Im Dachgeschoss an der Südseite befindet sich ein Giebeldreieck. Es enthält ein bekröntes Landeswappen.
Im renovierten Obergeschoss wurden zu dieser Zeit das fürstliche Archiv, die Rentkammer, Kanzlei und Hofgericht untergebracht. Seit dieser Zeit wird es daher auch als Neue Kanzlei bezeichnet. Nach Plänen des Burgbezirks um 1740 befand sich an dieser Stelle ein Teil des Alten Amtshauses. Der Anbau an der Ostseite ist jüngeren Datums.
In preußischer Zeit bis zum Ende des Ersten Weltkrieges war in dem Gebäude eine Kaserne untergebracht, später war es viele Jahre eine Mietskaserne und danach wurde es wieder als Behördenhaus eingerichtet.
Heute wird das Gebäude von der Oberfinanzdirektion Niedersachsen – Landesweite Bezüge- und Versorgungsstelle Aurich und dem Informatikzentrum Niedersachsen genutzt.

### Die fürstlichen Lustgärten

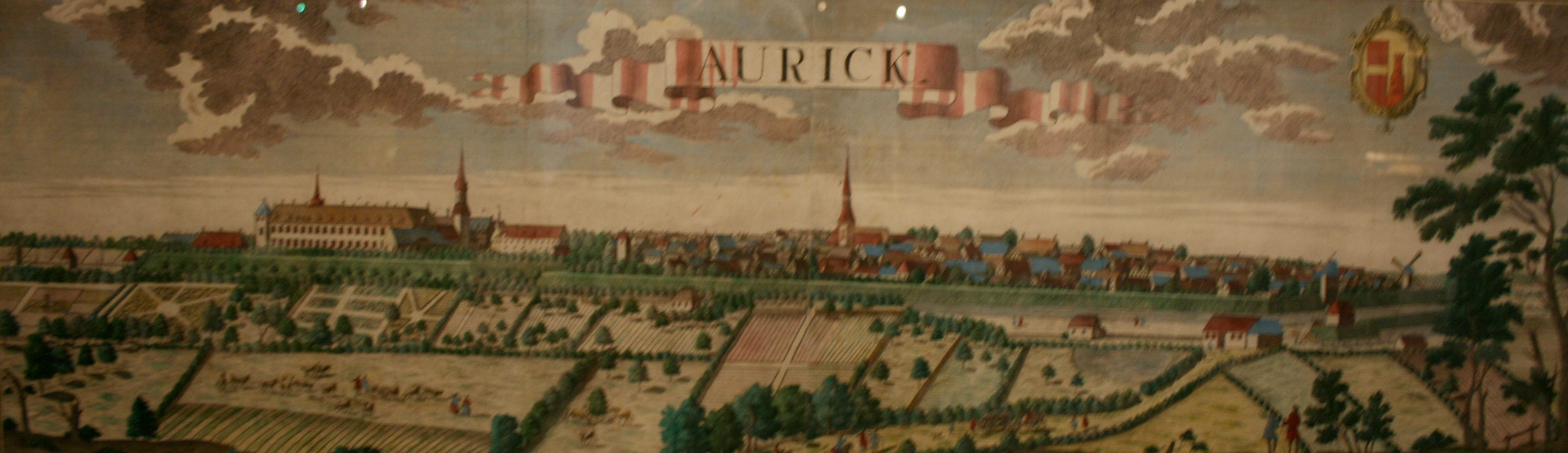
Schloss mit Julianenburg um 1729

Die Julianenburg war ein fürstlicher Lustgarten mit Lustschloss westlich des Schlosses. Um 1640 wurde er mitten in den Wirren des Dreißigjährigen Krieges von Graf Ulrich II. zu Ehren seiner Frau Juliane an der Westseite des Schlossgebäudes errichtet. Unter der Regentschaft der Fürsten Christian Eberhard und Georg Albrecht wurde der Schlosspark nach dem Vorbild der Parkanlagen von Schloss Versailles ausgebaut. 1765 wurde der Schlosspark aufgeteilt und verfiel in der Folgezeit immer mehr.
Erhalten sind Teile des Parks in unmittelbarer Nähe des Schlosses sowie die historischen Torpfeiler, welche 1708 unter Fürst Christian Eberhard am Eingang des Parks aufgestellt wurden. Auf den Torpfeilern sind Standbilder der römischen Kriegsgöttin Bellona mit dem ostfriesischen Wappen sowie der griechischen Friedens- und Kriegsgöttin Pallas Athene mit dem fürstlichen Monogramm C. E. auf dem Schild angebracht. Sie zieren heute den Eingang zur Fußgängerzone.
Ein weiterer, kleinerer fürstlicher Lustgarten mit Lustschloss, die Carolinenburg, lag östlich des Schlosses.

### Das Schlösschen

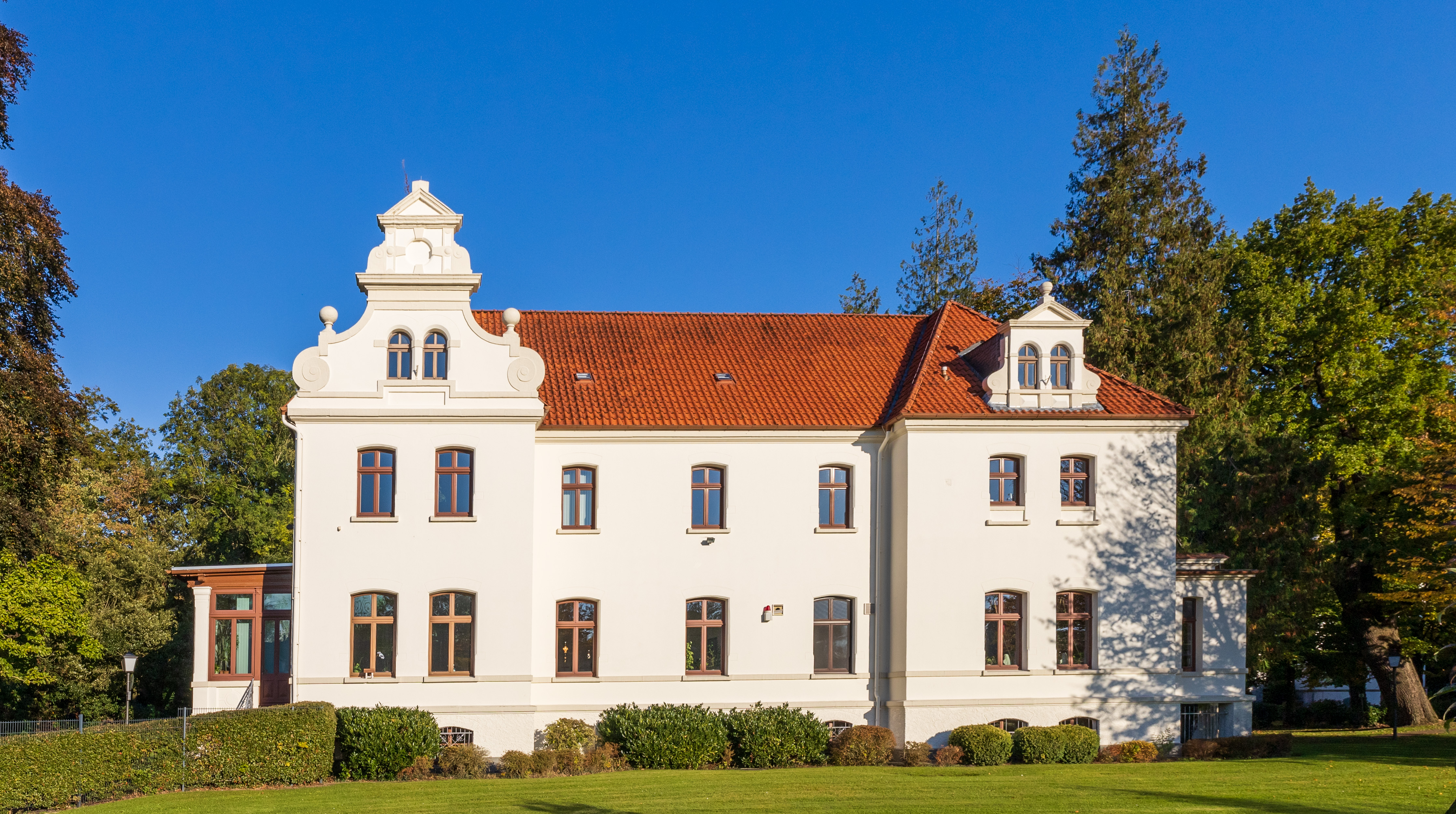
Schlösschen

Im südlichen Schlossgarten findet sich das sogenannte Schlösschen. Es wurde 1885–86 im Zuge der Verwaltungsreform als repräsentativer Wohnsitz für den ersten preußischen Regierungspräsidenten Axel von Colmar-Meyenburg errichtet. Das Schlösschen ist ein zweigeschossiger Bau mit Walmdach. An die Errichtung unter preußischer Herrschaft erinnert ein preußischer Adler, der in einer Nische über einem Balkon an der Nordseite thront. Auch dieses Gebäude wird von der Oberfinanzdirektion Niedersachsen – Landesweiter Bezüge- und Versorgungsstelle Aurich und dem Informatikzentrum Niedersachsen genutzt.